# Danny Simpson
Daniel "Danny" Simpson, född 4 januari 1987 i Eccles, är en engelsk fotbollsspelare (försvarare) som spelar för Bristol City.

## Karriär
Simpson debuterade i moderklubben Manchester Uniteds A-lag 2006 men hade svårt att ta en ordinarie plats. Han tillbringade största delen av sin tid som United-spelare utlånad till andra klubbar innan han värvades permanent av Newcastle United i januari 2010.
Den 27 september 2019 värvades Simpson av Huddersfield Town, där han skrev på ett ettårskontrakt. Den 26 mars 2021 värvades Simpson av Bristol City på ett korttidskontrakt över resten av säsongen 2020/2021. Den 23 juni 2021 förlängde han sitt kontrakt i klubben med ett år.